# Mesosa tenuefasciata
Mesosa tenuefasciata là một loài bọ cánh cứng trong họ Cerambycidae.